# 英德戰鬥
英德戰鬥發生於1923年6月18日－28日，地點則是在中國粵西一帶。是北洋政府時期大型戰鬥之一。英德戰鬥的交戰雙方，一方為親孫中山的粵軍沈鴻英部，而另一方則為敵對立場的滇二軍。戰鬥結束後，滇二軍佔領廣東西部重要據點－英德鎮。

## 參看
- 北洋政府
- 中華民國北洋政府時期內戰戰鬥列表